# Fordson Thames ET
Fordson Thames ET6 та ET7 — вантажівки, представлені Ford of Britain у 1949 році. Вони замінили Fordson 7V, зробивши його першою новою післявоєнною вантажівкою Ford у Європі. Окрім Британської співдружності, він також продавався в континентальній Європі, але не в Німеччині. Серія моделей була доступна не лише у вигляді вантажівки та шасі, а й у вигляді панельного фургона та омнібуса. Спочатку він був доступний як ET6 з добре відомим 3,6-літровим Ford Flathead V8 потужністю 85 к.с. (62 кВт), який також використовувався в Ford Pilot, і як ET7 з 4,7-літровим шестициліндровим дизельним двигуном Perkins Engines з 50 HP (37 кВт). Звичайна кабіна водія з капотом і розділеним вітровим склом мала більше місця, ніж її попередниця. Він був побудований виробником кузовів Briggs Motor Bodies і постачався майже в такому ж вигляді для Dodge 100 "Kew" і Leyland Comet. але не в Німеччині (де це вважалося непотрібним, оскільки подібні моделі Ford Rhein/Ruhr продавалися там). Шасі мало напівеліптичні листові ресори, а гальма з гідравлічним приводом, включаючи вакуумний підсилювач гальм і опціональний повний привід, а вантажопідйомність збільшилася до восьми тонн.
Також був побудований повнопривідний 3-тонний варіант (ETF6) з канадським двигуном V8 з вертикальними клапанами і передньою кабіною управління від British Light Steel Pressings. Це також використовував Commer.